# Helpfau-Uttendorf
Helpfau-Uttendorf – gmina targowa w Austrii, w kraju związkowym Górna Austria, w powiecie Braunau am Inn. Liczy 3,4 tys. mieszkańców.